# Caccobius fuliginosus
Caccobius fuliginosus är en skalbaggsart som beskrevs av Roth 1851. Caccobius fuliginosus ingår i släktet Caccobius och familjen bladhorningar. Inga underarter finns listade.